# 花月総持寺駅

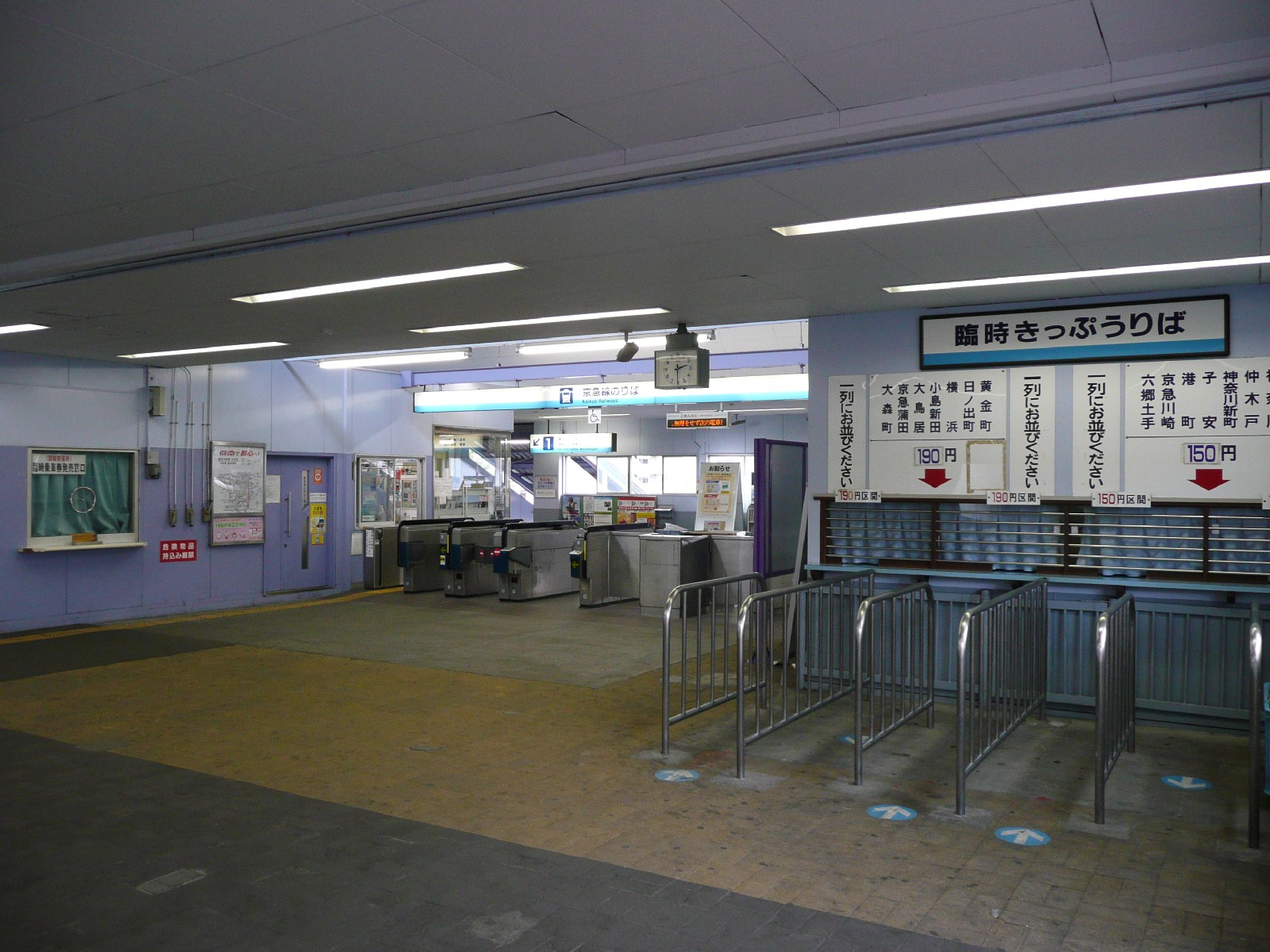
改札口横に競輪開催日のみ開設される特別券売所があった（2008年9月）

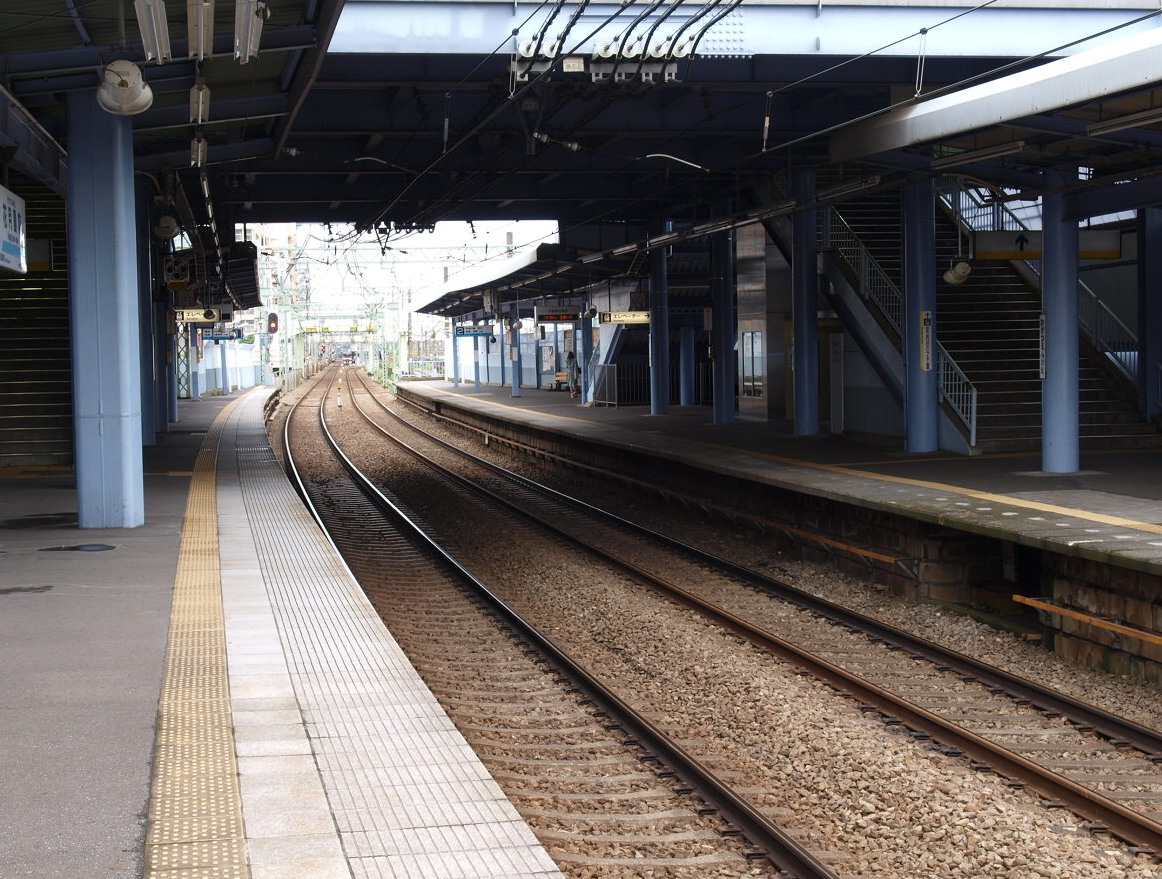
ホーム（2010年8月9日）

花月総持寺駅（かげつそうじじえき）は、神奈川県横浜市鶴見区生麦五丁目にある、京浜急行電鉄（京急）本線の駅である。駅番号はKK30。

## 歴史
かつて、花月園競輪開催日に限り夕方の急行が臨時停車を行っており、逗子海岸駅（後に新逗子に改称、現逗子・葉山駅）始発神奈川新町駅止まりの急行を京急川崎駅まで延長運転し、神奈川新町駅始発の上り臨時急行を運行していた。1999年（平成11年）7月31日に実施された“京急ダイヤ全面改正”により、京急蒲田駅 - 新逗子駅間の急行が廃止されたため、当駅への臨時停車もなくなった。その後京急蒲田駅 - 新逗子駅における急行の運転は復活したが、運行開始時点で競輪場は閉場していたこともあり、当駅は全列車が通過している。

### 年表
- 1914年（大正3年）4月12日 - 花月園前駅（かげつえんまええき）として開業。
- 1946年（昭和21年）11月 - 花月園遊園地閉園。
- 1950年（昭和25年）5月18日 - 花月園遊園地の跡地に花月園競輪場が開設される。
- 1971年（昭和46年）12月 - 橋上駅となる。
- 2010年（平成22年）3月31日 - 花月園競輪場が閉場（駅名はそのまま存続）。
- 2020年（令和2年）3月14日 - 駅名を花月総持寺駅に改称し[2]、副駅名に旧駅名　花月園前が追加される[3][4]。

### 駅名の由来
旧駅名の「花月園前」は、1914年に花月園遊園地（1946年閉園、その後跡地に花月園競輪場開設）が開園し、入場客用に駅を設けたことに由来。
現駅名への改称にあたっては、2010年に花月園競輪場が閉場していること、また新たな街づくりの一環として、駅から徒歩7分の場所にあり、曹洞宗大本山として全国に知られている「總持寺」を駅名に入れ、地域活性化に繋げるものとしている。なお、1944年まで当駅より鶴見側0.4km手前に總持寺駅が存在していた。

## 駅構造
相対式ホーム2面2線を有する地上駅。橋上駅舎は東西を結ぶ人道橋に面している。改札内コンコースと各ホームを連絡するエレベーターが設置されている。花月園競輪の開催日は混雑したため、特別券売所が開設されていたが、2010年3月の開催終了に伴い、現在は使用されていない。

### のりば
| 番線 | 路線 | 方向 | 行先                    |
| ---- | ---- | ---- | ----------------------- |
| 1    | 本線 | 下り | 横浜・三浦海岸方面      |
| 2    | 本線 | 上り | 羽田空港方面 / 品川方面 |

## 利用状況
横浜市統計書によると2023年度の1日平均乗降人員は6,554人（乗降人員：3,295人、降車人員：3,259人）である。
京浜急行電鉄によると、2024年度の1日平均乗降人員は7,268人であり、京急線全72駅中63位。花月園競輪場が2010年3月で廃止になったため、2010年度以降減っている。
近年の1日平均乗降人員と乗車人員の推移は下表の通り。
| 年度               | 1日平均 乗降人員 | 1日平均 乗車人員 | 出典       |
| ------------------ | ---------------- | ---------------- | ---------- |
| 1980年（昭和55年） |                  | 5,603            |            |
| 1981年（昭和56年） |                  | 5,493            |            |
| 1982年（昭和57年） |                  | 5,326            |            |
| 1983年（昭和58年） |                  | 5,150            |            |
| 1984年（昭和59年） |                  | 5,071            |            |
| 1985年（昭和60年） |                  | 5,175            |            |
| 1986年（昭和61年） |                  | 5,446            |            |
| 1987年（昭和62年） |                  | 5,454            |            |
| 1988年（昭和63年） |                  | 5,438            |            |
| 1989年（平成元年） |                  | 5,353            |            |
| 1990年（平成02年） |                  | 5,559            |            |
| 1991年（平成03年） |                  | 5,421            |            |
| 1992年（平成04年） |                  | 4,992            |            |
| 1993年（平成05年） |                  | 4,811            |            |
| 1994年（平成06年） |                  | 4,910            |            |
| 1995年（平成07年） |                  | 4,495            | [ * 1 ]    |
| 1996年（平成08年） |                  | 4,359            |            |
| 1997年（平成09年） |                  | 4,069            |            |
| 1998年（平成10年） |                  | 3,999            | [ * 2 ]    |
| 1999年（平成11年） |                  | 3,830            | [ * 3 ]    |
| 2000年（平成12年） | 7,499            | 3,814            | [ * 3 ]    |
| 2001年（平成13年） | 7,602            | 3,860            | [ * 4 ]    |
| 2002年（平成14年） | 7,767            | 3,945            | [ * 5 ]    |
| 2003年（平成15年） | 8,010            | 4,077            | [ * 6 ]    |
| 2004年（平成16年） | 7,977            | 4,086            | [ * 7 ]    |
| 2005年（平成17年） | 8,128            | 4,168            | [ * 8 ]    |
| 2006年（平成18年） | 8,238            | 4,184            | [ * 9 ]    |
| 2007年（平成19年） | 7,776            | 3,953            | [ * 10 ]   |
| 2008年（平成20年） | 7,603            | 3,892            | [ * 11 ]   |
| 2009年（平成21年） | 7,429            | 3,792            | [ * 12 ]   |
| 2010年（平成22年） | 6,310            | 3,178            | [ * 13 ]   |
| 2011年（平成23年） | 6,270            | 3,150            | [ * 14 ]   |
| 2012年（平成24年） | 6,310            | 3,166            | [ * 15 ]   |
| 2013年（平成25年） | 6,243            | 3,138            | [ * 16 ]   |
| 2014年（平成26年） | 6,193            | 3,114            | [ * 17 ]   |
| 2015年（平成27年） | 6,342            | 3,182            | [ * 18 ]   |
| 2016年（平成28年） | 6,564            | 3,293            | [ * 19 ]   |
| 2017年（平成29年） | 6,801            | 3,406            | [ * 20 ]   |
| 2018年（平成30年） | 6,953            | 3,487            | [ * 21 ]   |
| 2019年（令和元年） | 7,022            | 3,514            | [ * 22 ]   |
| 2020年（令和02年） | 5,523            |                  | [ 京急 2 ] |
| 2021年（令和03年） | 5,894            |                  | [ 京急 3 ] |
| 2022年（令和04年） | 6,222            |                  |            |
| 2023年（令和05年） | 6,612            |                  |            |
| 2024年（令和06年） | 7,268            |                  |            |

## 駅周辺
- 鶴見花月園公園（花月園競輪場跡地）
- 總持寺
- 国道駅 - 東日本旅客鉄道（JR東日本）鶴見線
- 国道15号
- 横浜市立横浜サイエンスフロンティア高等学校・附属中学校
- 生麦魚河岸通り

### バス路線
以下の路線が、横浜市営バスにより運行されている。
生麦北町（国道15号徒歩3分） - 路線の詳細は横浜市営バス鶴見営業所を参照。
- <17・181> 鶴見駅前行
- <18> 鶴見駅前経由矢向駅前行
- <17> L8バース・流通センター・スカイウォーク前経由鶴見駅前行（曜日・時間帯により経由地変更。）
- <181> 横浜さとうのふるさと行
- <18> 生麦行

東福寺前（花月園競輪場側徒歩3分） - 路線の詳細は横浜市営バス港北営業所を参照。
- <38・41・84> 鶴見駅西口行
- <38> 東高校前・東神奈川駅西口経由横浜駅西口行（平日の朝・夕方のみ東神奈川駅西口行あり。）
- <38> 荒立・飯山循環鶴見駅西口行
- <41> 東高校前・菊名駅前経由港北車庫前・新横浜駅前行
- <41> 東高校前・菊名駅前経由川向町折返場行
- <84> 新子安駅西口経由東神奈川駅西口行（日中のみ運行。）

## 踏切

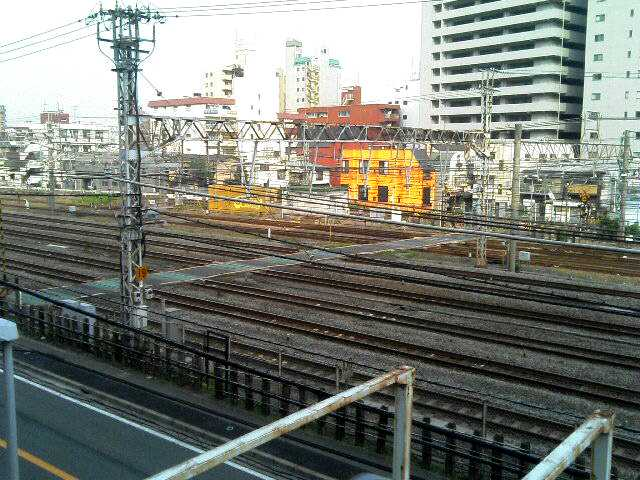
花月園駅前踏切（2006年8月・）

駅前北側の線路にある踏切は、すでに廃止された総持寺踏切に次ぐ長さがあり、西側から横須賀線・京浜東北線・東海道本線・東海道貨物線・京急本線の順に通過しており、開かずの踏切として知られている。
なお京急の踏切はJRと分離しているが、これは地上駅時代の上りホーム駅舎が、当時の国鉄と京急を挟んで踏切の中間に設置されていた頃の名残である。橋上駅舎となった際に人道橋も併設されたが、踏切はそのまま残されており、混雑する花月園競輪の開催時には危険防止のため閉鎖されていた。

## 隣の駅
京浜急行電鉄
 本線
■快特・■特急・■急行
通過
■普通
京急鶴見駅 (KK29) - 花月総持寺駅 (KK30)  - 生麦駅 (KK31)